# Copa d'Europa de futbol 1961-62
La Copa d'Europa de futbol 1961-62 fou la setena edició en la història de la competició. Es disputà entre l'octubre de 1961 i el maig de 1962, amb la participació inicial de 29 equips de 28 federacions diferents.
La competició fou guanyada pel SL Benfica a la final davant del Reial Madrid per 5 a 3 a l'Estadi Olímpic d'Amsterdam; fou la segona victòria consecutiva de l'equip portuguès en la competició.

## Ronda preliminar
| Equip 1          | Global | Equip 2              | Anada | Tornada |
| ---------------- | ------ | -------------------- | ----- | ------- |
| Steaua Bucarest  | 0-2    | Austria Viena        | 0-0   | 0-2     |
| Nuremberg        | 9-1    | Drumcondra           | 5-0   | 4-1     |
| Servette FC      | 7-1    | Hibernians           | 5-0   | 2-1     |
| CDNA Sofia       | 5-6    | Dukla Praga          | 4-4   | 1-2     |
| IFK Göteborg     | 2-11   | Feyenoord            | 0-3   | 2-8     |
| Górnik Zabrze    | 5-10   | Tottenham Hotspur FC | 4-2   | 1-8     |
| Standard Liège   | 4-1    | Fredrikstad          | 2-1   | 2-0     |
| Vorwärts Berlin  | 3-0    | Linfield             | 3-0   | (abd)   |
| AS Monaco        | 4-6    | Rangers FC           | 2-3   | 2-3     |
| Sporting CP      | 1-3    | FK Partizan          | 1-1   | 0-2     |
| Panathinaikos FC | 2-3    | Juventus FC          | 1-1   | 1-2     |
| Spora Luxemburg  | 2-15   | Boldklubben 1913     | 0-6   | 2-9     |
| Vasas            | 1-5    | Reial Madrid         | 0-2   | 1-3     |

## Primera ronda
| Equip 1          | Global | Equip 2              | Anada | Tornada |
| ---------------- | ------ | -------------------- | ----- | ------- |
| Fenerbahçe SK    | 1-3    | Nuremberg            | 1-2   | 0-1     |
| Austria Viena    | 2-6    | SL Benfica           | 1-1   | 1-5     |
| Servette FC      | 4-5    | Dukla Praga          | 4-3   | 0-2     |
| Feyenoord        | 2-4    | Tottenham Hotspur FC | 1-3   | 1-1     |
| Boldklubben 1913 | 0-12   | Reial Madrid         | 0-3   | 0-9     |
| FK Partizan      | 1-7    | Juventus FC          | 1-2   | 0-5     |
| Standard Liège   | 7-1    | Haka                 | 5-1   | 2-0     |
| Vorwärts Berlin  | 2-6    | Rangers FC           | 1-2   | 1-4     |

## Quarts de final
| Equip 1        | Global | Equip 2              | Anada | Tornada |
| -------------- | ------ | -------------------- | ----- | ------- |
| Nuremberg      | 3-7    | SL Benfica           | 3-1   | 0-6     |
| Dukla Praga    | 2-4    | Tottenham Hotspur FC | 1-0   | 1-4     |
| Juventus FC    | 1-1¹   | Reial Madrid         | 0-1   | 1-0     |
| Standard Liège | 4-3    | Rangers FC           | 4-1   | 0-2     |

¹El Reial Madrid derrotà la Juventus 3-1 en el partit de desempat per accedir a semifinals.

## Semifinals
| Equip 1      | Global | Equip 2              | Anada | Tornada |
| ------------ | ------ | -------------------- | ----- | ------- |
| SL Benfica   | 4-3    | Tottenham Hotspur FC | 3-1   | 1-2     |
| Reial Madrid | 6-0    | Standard Liège       | 4-0   | 2-0     |

## Final
| SL Benfica                                           | 5 – 3 | Reial Madrid       |
| ---------------------------------------------------- | ----- | ------------------ |
| Águas 25' · Cavém 34' · Coluna 51' · Eusébio 65' 68' |       | Puskás 17' 23' 38' |

| Guanyador de la Copa d'Europa 1961-62 |
| ------------------------------------- |
| SL Benfica Segon títol                |